# Bogenlaufen

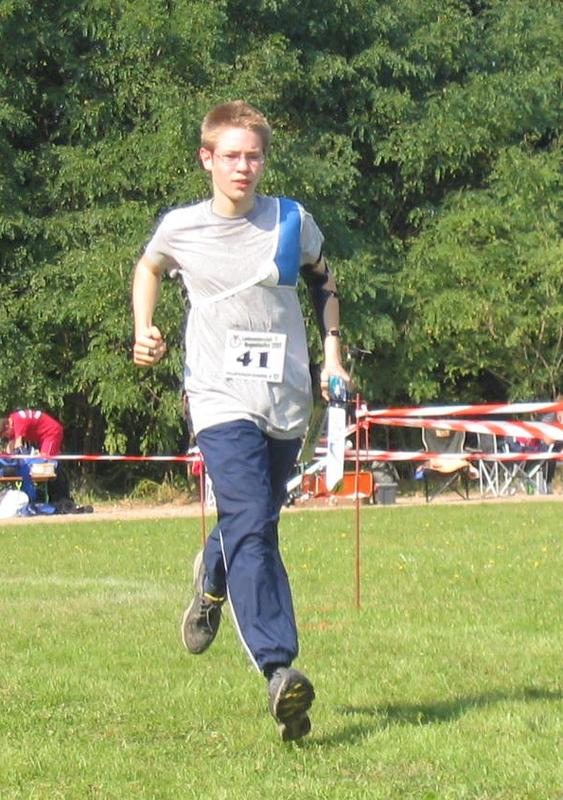
Bogenläufer beim Verlassen der Schießstände

Bogenlaufen ist eine Disziplin im Bogensport, die das Laufen mit dem Bogenschießen verbindet. Sie ähnelt in der Durchführung dem Biathlon.

## Geschichte
Das Bogenlaufen wurde in den 90er Jahren vor allem durch ostdeutsche Bogensportvereine entwickelt. Ziel war es eine Sportart zu entwickeln, die einen Ausgleich zur reinen gleichmäßigen Schießbewegung im Training darstellt. Seit 2000 werden jährlich Deutsche Meisterschaften ausgetragen. 2003 wurde Bogenlaufen als „Run Archery“ in das Programm der World Archery Federation (ehemals FITA) aufgenommen. Dadurch wurde die Disziplin international bekannt. 2004 fand in Berlin zusammen mit der 5. Deutschen Meisterschaft der erste Europacup im Bogenlaufen statt.
Im Zuge der FITA-Strukturreform 2005 wurden finanzielle Mittel für das Bogenlaufen gestrichen, sodass der zweite Europacup im niederländischen Apeldoorn 2005 vorerst der letzte blieb. Zudem wurde die zuvor eingerichtete Bogenlauf-Kommission durch das Amt des Bogenlauf-Koordinators ersetzt, welches seither vom Berliner WA-Juror Stefan Lehmann ausgeübt wird. Das Bogenlaufen war in seinen Anfangsjahren zahlreichen Regelanpassungen unterworfen. So wurden die Laufdistanzen stark verkürzt und Fehlschüsse mit Strafrunden anstelle von Strafzeiten geahndet um das Wettkampfgeschehen für den Zuschauer überblickbarer und unterhaltsamer zu gestalten. Im Zuge der gewachsenen internationalen Bekanntheit werden auch in Russland, Ungarn, den Niederlanden und Slowenien nationale Meisterschaften ausgetragen. Anstelle des Europacups traten offene nationale Meisterschaften mit internationaler Beteiligung wie die offene Deutsche Meisterschaft, die Open Russian Run-Archery Championship und die Open Dutch Runarchery Championship. Erste Wettkämpfe fanden auch in England, Frankreich und den USA statt. Bogenlaufen hat sich zudem als Sommeralternative zum Ski-Archery etabliert, das sich vornehmlich in Russland wachsender Beliebtheit erfreut. In Deutschland wurden bis 2022 Bogenlaufmeisterschaften ausschließlich vom DBSV und seinen Landesverbänden durchgeführt. Seit 2023 werden die Deutschen Meisterschaften im Bogenlauf gemeinsam von DBSV und DSB ausgeschrieben. Weitere deutsche Bogenlaufveranstaltungen sind die offenen Landesmeisterschaften von Sachsen-Anhalt, sowie die offene Landesmeisterschaft von Baden-Württemberg und der Werderaner Bogenlauf.

## Wettkampfablauf
Der Wettkampf wird nach Massenstart mit einer Laufrunde begonnen. Die Länge der Laufrunden variiert je nach Wettkampfausschreibung zwischen 700 und 900 m. Anschließend schießt jeder Teilnehmer eine Serie von 3 Pfeilen auf eine 20 m entfernte Zielscheibe. Für jeden nicht getroffenen Pfeil muss der Schütze direkt im Anschluss eine 100 m lange Strafrunde absolvieren um danach in die nächste Laufrunde zu starten. Es ist dabei gleichgültig, ob das Ziel mittig oder am Rand getroffen wird. Insgesamt müssen 4 Serien zu je 3 Pfeilen geschossen werden, bevor der Teilnehmer die 5. und damit letzte Laufrunde absolviert und ins Ziel einläuft. Derjenige Schütze einer Klasse, der zuerst das Ziel erreicht, gewinnt. Der Bogen ist während des gesamten Laufes mitzuführen. Die nötigen 12 Pfeile werden vor Wettkampfbeginn am Schießstand positioniert oder wahlweise in einem Rückenköcher mitgeführt. Kinder bis einschließlich U14 laufen üblicherweise nur 4 Runden zu je ca. 600 m, kürzere Strafrunden und schießen entsprechend nur 3 Serien. Zudem werden Staffelwettkämpfe ausgetragen, bei denen jeder der 3 Läufer einer Mannschaft 3 Laufrunden und 2 Schießserien absolvieren muss. Die Größe der Zielscheiben variiert je nach Alters- und Bogenklasse zwischen 20 cm und 80 cm Durchmesser.

## Bogenklassen
Beim Bogenlaufen gibt es zwei verschiedene Bogenklassen. Diese sind der Standardbogen und der traditionelle Bogen. Der Standardbogen ist ein Recurvebogen, der durch ein einfaches Visier, eine Auszugskontrolle (Klicker), eine verstellbare Pfeilauflage und Button ergänzt werden darf. Stabilisatoren am Bogen sind nicht erlaubt. In der traditionellen Bogenklasse werden Jagdbögen und Langbögen zusammengefasst. Diese müssen hierzu den Beschränkungen nach DBSV-Wettkampfordnung entsprechen. Ein Jagdbogen darf danach maximal 160 cm Sehnenlänge haben, weder Zielhilfe noch Button besitzen und die Pfeilnocke muss beim Abschuss zwischen die Finger genommen werden. Der Compoundbogen ist derzeit nur bei wenigen Wettkämpfen in den USA und den Niederlanden zugelassen.